# 129201 Brandenallen
129201 Brandenallen este o planetă minoră (asteroid), cu un diametru de 5,628 km, din centura de asteroizi. A fost descoperită pe 3 iulie 2005 la Mount Lemmon⁠(d) de Mount Lemmon Survey⁠(d). 
Obiectul prezintă o orbită caracterizată de o semiaxă mare de 2,6921025337304 UAi, o excentricitate de 0,05, o înclinație de 13,6 ° în raport cu ecliptica.